# Sarpa
Sarpa is een monotypisch geslacht van straalvinnige vissen uit de familie van zeebrasems (Sparidae) en de orde van baarsachtigen (Perciformes).

## Soort
- Sarpa salpa (Linnaeus, 1758)